# Бес (Кантал)
Бес (фр. Besse (Cantal)) је насељено место у Француској у региону Оверња, у департману Кантал.
По подацима из 2011. године у општини је живело 126 становника, а густина насељености је износила 33,42 становника/km².

## Демографија
| 1962. | 1968. | 1975. | 1982. | 1990. | 2011. |
| ----- | ----- | ----- | ----- | ----- | ----- |
| 205   | 199   | 176   | 159   | 153   | 126   |